# Lea Hernandez
Lea Hernandez   (Alameda, 11 de març de 1964) és una autora de còmics texana, creadora de les sèries Cathedral Child, Rumble Girl i Killer Princeses, a més d'altres treballs com a artista, retoladora o colorista.
Hernandez assenyala com a influències primerenques l'animació de Rankin Bass —que comptava amb artistes japonesos— i de Walt Disney com La bella dorment o 101 dàlmates; en altres camps, també cita a Sarah Brightman, Tori Amos, Ani DiFranco, Bjork, Dale Messick, Rumiko Takahashi, CLAMP, Mutsumi Inomata, Chuck Palahniuk, Carl Hiassen, Emma Bull, Will Shetterly, Carla Speed McNeil, Sean Bieri, Joanna Russ, Anthony Bourdain, Jane Campion, JK Rowling, Emma Thompson, Roberto Rodriguez, Johnny Depp, Tim Burton, Janeane Garafolo, Veronica Franco i la seua filla.